# Technomyrmex primroseae
Technomyrmex primroseae é uma espécie de formiga do gênero Technomyrmex.